# Eloísa está debajo de un almendro (pel·lícula)
Eloísa está debajo de un almendro és una pel·lícula espanyola de comèdia del 1943 dirigida per Rafael Gil, basada en l'obra de teatre homònima d'Enrique Jardiel Poncela.

## Argument
La pel·lícula narra la història de Fernando (Rafael Durán) que torna a casa després d'una estada llarga a l'estranger a causa de la mort del seu pare. En una carta aquest li demana que resolgui el crim d'una dona ocorregut anys enrere. Això ho porta a entrar en contacte amb els estranys habitants d'una peculiar mansió, entre els quals descobreix a la bella Mariana (Amparo Rivelles), de qui s'enamora perdudament.

## Repartiment
- Amparo Rivelles - Mariana
- Rafael Durán - Fernando
- Guadalupe Muñoz Sampedro - Clotilde
- Juan Espantaleón - Edgardo
- Alberto Romea - Ezequiel
- Juan Calvo - Leoncio
- Joaquín Roa - Fermín
- José Prada - Dimas / Luis Perea
- Ana de Siria - Micaela
- Angelita Navalón - Práxedes
- Nicolás D. Perchicot - President del Liceu
- Enrique Herreros - Acomodador del cinema
- Mary Delgado - Julia

## Premis
Va obtenir el quart premi als Premis del Sindicat Nacional de l'Espectacle de 1944.